# متغیرهای تصادفی مستقل با توزیع یکسان

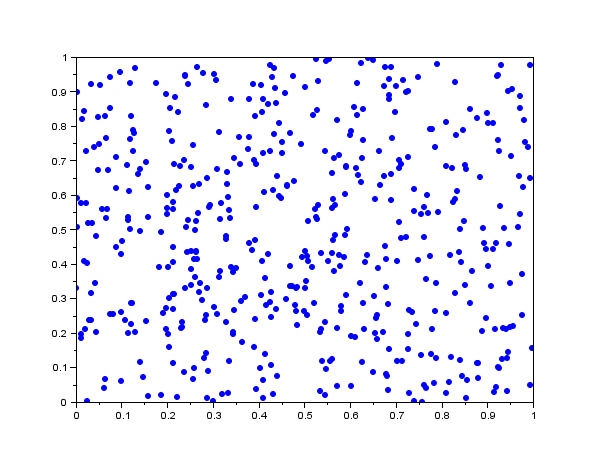
چندین نقاط از متغیر های تصادفی در احتمال،در این نمودار در چند متغیر وجود دارد؟

در آمار و احتمال دنباله‌ای از متغیرهای تصادفی، مستقل با توزیع یکسان (i.i.d) نامیده می‌شوند اگر همه آن‌ها دارای توزیع یکسان باشند ونیز دو به دو مستقل باشند.
i.i.d مخفف شده عبارت Independent and identically distributed می‌باشد.
فرض مستقل با توزیع یکسان (آی‌آی‌دی) بودن متغیرهای تصادفی به ما در ساده‌سازی بسیاری از روش‌های آماری کمک می‌کند ولی در کاربردهای عملی مدل سازی آماری این فرض ممکن است واقعی نباشد.
این فرض برای نشان دادن شکل کلاسیک قضیه حد مرکزی بسیار مهم است(این قضیه بیان می‌کند که توزیع احتمال مجموع(یا میانگین) متغیرهای تصادفی مستقل با توزیع یکسان با واریانس متناهی به توزیع نرمال میل می‌کند.
مستقل با توزیع یکسان بودن به این مفهوم است که یک عنصر در یک دنباله مستقل از متغیرهای تصادفی است که قبل از آن ظاهر شده‌اند.با این تعریف متوجه می‌شویم که i.i.d متفاوت با دنباله مارکف است که در آن توزیع احتمال nامین متغیر تصادفی تابعی از n-۱ متغیر تصادفی قبل از آن است. مستقل با توزیع یکسان به این معنا نیست که احتمال وقوع تمام عناصر فضای نمونه‌ای با هم برابر است.
پرتاب مکرر یک تاس دنباله‌ای آی‌آی‌دی را به وجود می‌آورد.

## چند مثال

### کاربرد در مدل سازی
- دنباله‌ای از نتایج حاصل از چرخش چرخ رولت (یک بازی در کازینو) i.i.d است.به این مفهوم که اگر توپ رولت ۲۰ بار در یک ردیف روی رنگ قرمز بنشیند احتمال نشستن آن روی رنگ سیاه در چرخش بعدی با چرخش‌های دیگر یکسان است.یعنی احتمال نشستن توپ روی رنگ سیاه ربطی به چرخش‌های قبل ندارد.
- دنباله‌ای از پرتاب‌های سکه‌ای همگن یا غیرهمگن i.i.d است.

### کاربرد در استنتاج
- یکی از ساده‌ترین آزمایش‌های آماری، آزمون خطای استاندارد میانگین، موسوم به آزمایش z برای آزمایش «فرضیه درباره میانگین متغیرهای تصادفی» است.هنگام این آزمایش فرض می‌شود که تمام مشاهدات آی‌آی‌دی هستند به دلیل اینکه شرط قضیه حد مرکزی برآورده شود.